# Igliano
Igliano (Ijan in piemontese) è un comune italiano di 65 abitanti della provincia di Cuneo in Piemonte, situato a circa 70 km a sud-ovest di Torino e circa 40 km ad est di Cuneo.

## Storia

### Simboli
Lo stemma comunale, in uso da tempo, si può blasonare d'argento, al tiglio sradicato al naturale.

## Società

### Evoluzione demografica
Abitanti censiti

## Amministrazione
Di seguito è presentata una tabella relativa alle amministrazioni che si sono succedute in questo comune.
| Periodo        | Periodo        | Primo cittadino | Partito                        | Carica  | Note  |
| -------------- | -------------- | --------------- | ------------------------------ | ------- | ----- |
| 2 luglio 1985  | 3 giugno 1990  | Aldo Quasimodo  | Democrazia Cristiana           | Sindaco | [ 5 ] |
| 3 giugno 1990  | 24 aprile 1995 | Aldo Quasimodo  | Democrazia Cristiana           | Sindaco | [ 5 ] |
| 24 aprile 1995 | 14 giugno 1999 | Aldo Quasimodo  | lista civica                   | Sindaco | [ 5 ] |
| 14 giugno 1999 | 14 giugno 2004 | Aldo Quasimodo  | lista civica                   | Sindaco | [ 5 ] |
| 14 giugno 2004 | 7 giugno 2009  | Tiziano Gonella | lista civica                   | Sindaco | [ 5 ] |
| 8 giugno 2009  | 26 maggio 2014 | Flavio Gonella  | lista civica                   | Sindaco | [ 5 ] |
| 26 maggio 2014 | 27 maggio 2019 | Flavio Gonella  | lista civica Uniti per Igliano | Sindaco | [ 5 ] |
| 27 maggio 2019 | in carica      | Flavio Gonella  | lista civica Uniti per Igliano | Sindaco | [ 5 ] |

### Altre informazioni amministrative
Il comune faceva parte della comunità montana Alta Langa e Langa delle Valli Bormida e Uzzone.